# Обручка

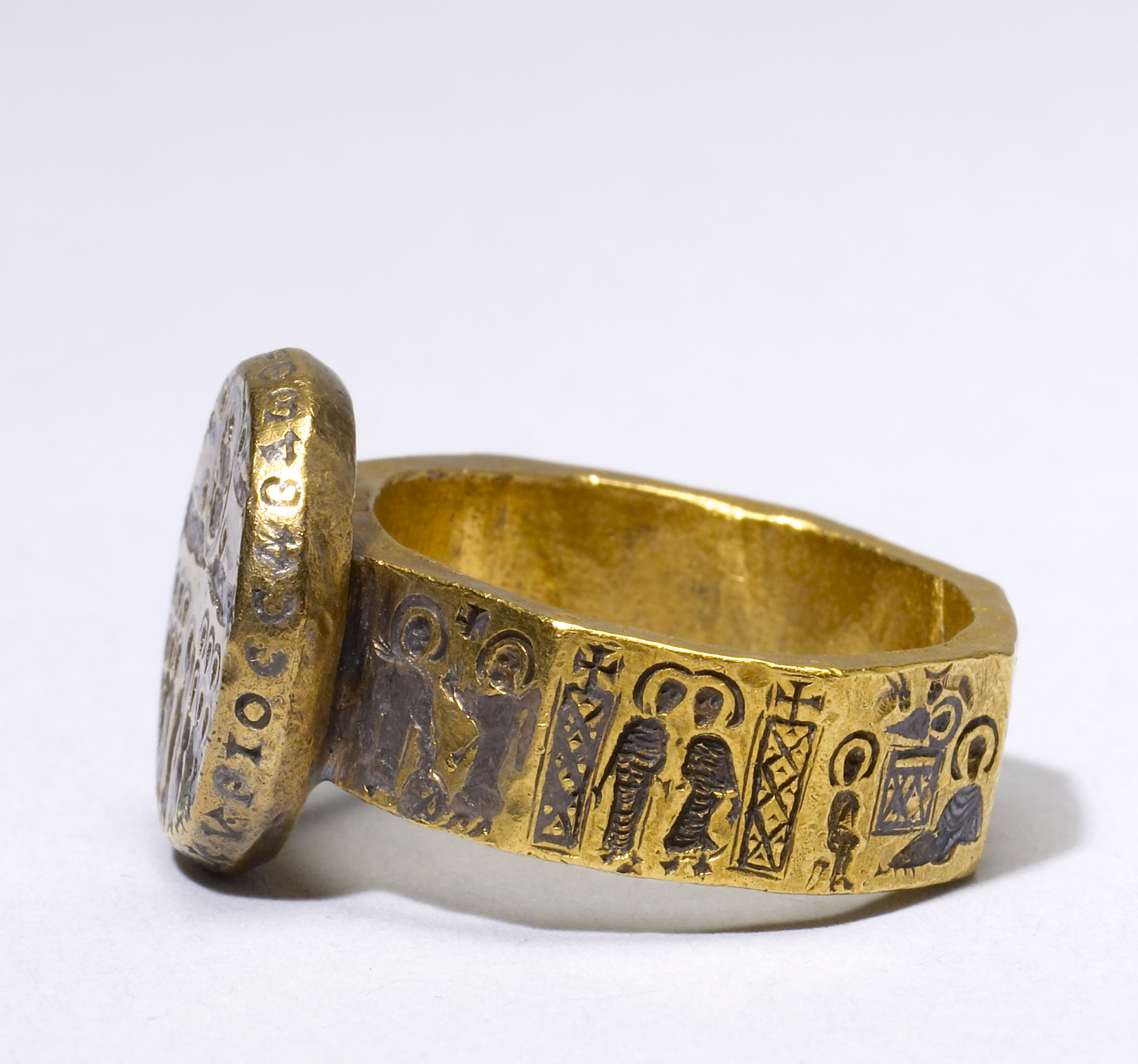
Візантійська обручка зі сценами з життя Христа

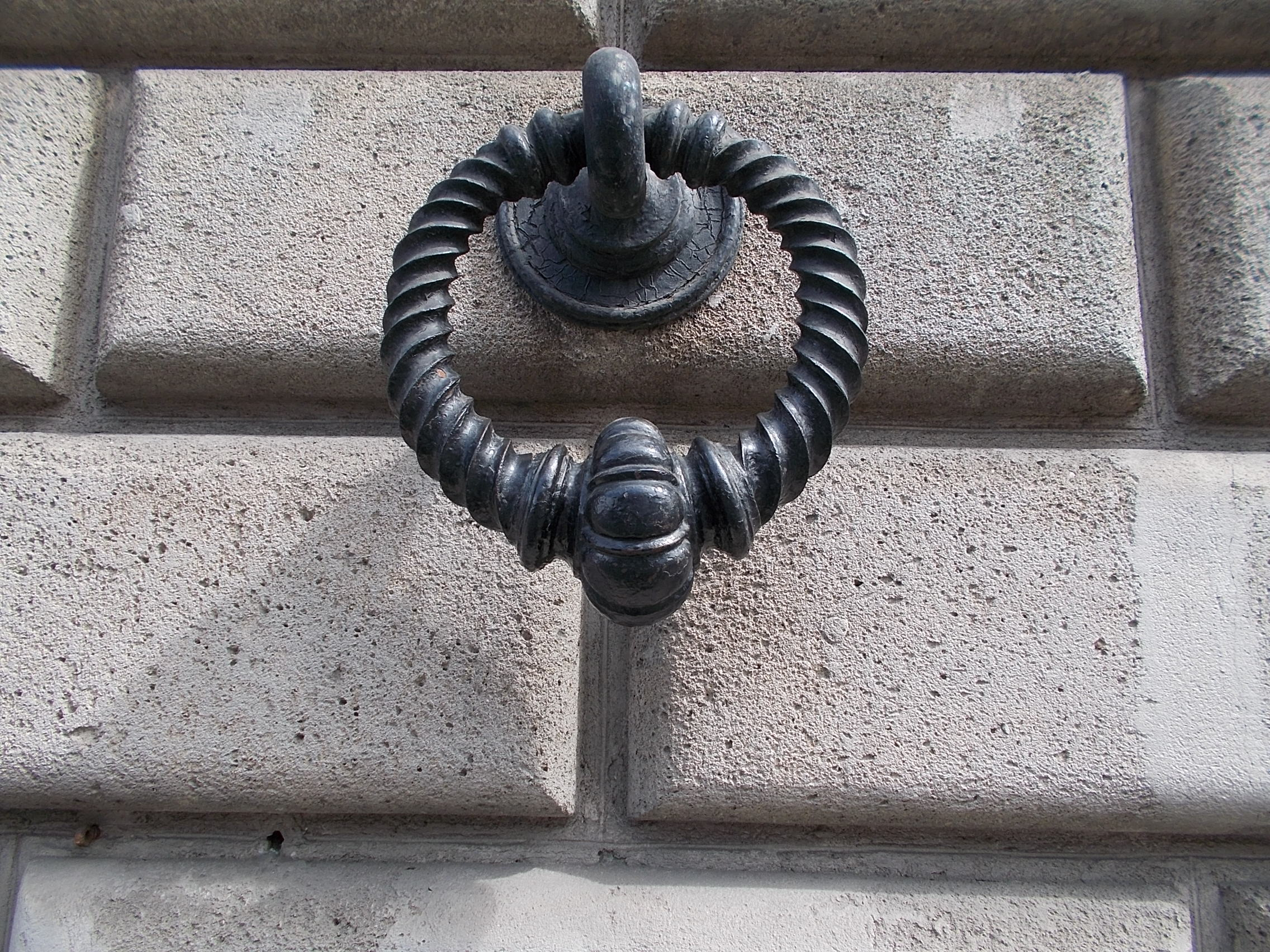
Двері центрального шлюбного холу Будапешта у вигляді обручки

Обру́чка, обручальний перстень (чи каблучка) — перстень з дорогоцінного металу, який носять на безіменному пальці руки одружені люди (чоловік, дружина) на знак шлюбної вірності. На відміну від обручального, заручальний перстень носять лише від заручин до весілля, а обручку — увесь час шлюбу. Обручки взаємно дарують під час шлюбної церемонії люди, які одружуються.

## Історія
У різних джерелах по-різному описується виникнення традиції обручок. Деякі автори вважають, що традиція зародилася в Стародавньому Єгипті, інші — в Стародавній Греції. Древні наречені в знак любові та відданості дарували одне одному символічні обручки, сплетені з конопель або очерету. Пізніше в Стародавньому Римі з'явився звичай, за яким наречений, в знак прийняття зобов'язань за майбутню, під час обряду заручин дарував металеву обручку її батькам. У Стародавній Русі як обручки використовувалися монети.
Округла форма обручки без початку та кінця символізує нескінченність та вічне кохання, а благородний метал, з якого традиційно виготовляють обручки, є символом цноти. 
Зовнішній вигляд обручок за свою багатовікову історію зазнав ряд змін. Спочатку обручки були гранично простими й не мали прикрас, сучасні ж можуть містити дорогоцінні камені, поєднання благородних металів, унікальний дизайн.

## Звичаї

### Носіння обручок
У православних християн прийнято носити обручку на безіменному пальці правої руки, так само роблять католики Австрії. Іще на правій руці обручки носять у країнах Центрально-Східної Європи, а також, зокрема, в таких країнах: у Венесуелі, в Греції, Грузії, Ізраїлі, Індії, Німеччині, Норвегії, Польщі, Росії, Сербії, Україні, Чилі та ін.
На лівій же руці обручки носять в таких країнах, як: Бразилія, Велика Британія, Вірменія, Ірландія, Іспанія, Італія, Канада, Куба, Мексика, Сирія, Словенія, США, Туреччина, Франція, Хорватія, Швеція, Японія.

### Клятви під час обміну обручками в релігійних церемоніях
- Східна православна церква: «Вінчається раб божий (ім'я) на рабі божій (ім'я) в ім'я Отця, і Сина, і Святого Духа».

## Метали для виготовлення

Конструкція каблучки:
① Шинка (ободок відповідного профілю)
② Накладка
③ Кріплення каменів (крапанове, кармезинове, гризантне (закріплення в корнери), гладке (глухе) — каст (оправа для каменя), рант, дигель тощо
④ Вставка (зазвичай дорогоцінний камінь)

Традиційна форма обручки — гладка золота каблучка. Вона може бути прикрашена діамантами або іншим камінням. Сучасна молодь на заміну золотим обручкам часто вибирає обручки з титану, карбіду вольфраму та навіть кераміки.
| Дорогоцінні метали             | Дорогоцінні метали                                                      | Дорогоцінні метали | Дорогоцінні метали                                 | Дорогоцінні метали |
| Метал (сортування за вартістю) | Проба                                                                   | Сплав | Відтінок                                           |                    |
| ------------------------------ | ----------------------------------------------------------------------- | --- | -------------------------------------------------- | ------------------ |
| Осмій (Os)                     |                                                                         | |                                                    |                    |
| Родій (Rh)                     | 950                                                                     | |                                                    |                    |
| Платина (Pt)                   | 950 900                                                                 | Платино-мідний Платино-нікелевий Платино-паладієвий Платино-рутенієвий Платино-родієвий Платино-іридієвий                          |                                                    |                    |
| Золото (Au)                    | 999 (24K) 958 (23K) 750 (18K) 585 583 (14K) 500 (12K) 375 (9K) 333 (8K) | Золото-срібний Золото-срібно-мідний Золото-мідний Золото-нікелевий Золото-платиновий Золото-паладієвий Золото-паладієво-платиновий | Білий Жовто-зелений Жовтий Рожевий Червоний Чорний |                    |
| Осмій (Os)                     |                                                                         | |                                                    |                    |
| Іридій (Ir)                    |                                                                         | |                                                    |                    |
| Рутеній (Ru)                   |                                                                         | |                                                    |                    |
| Паладій (Pd)                   |                                                                         | Паладієво-іридієвий Паладієво-срібний Паладієво-срібно-кобальтовий Паладієво-срібно-мідний                                         |                                                    |                    |
| Срібло (Ag)                    | 960 925 875 830 (21K) 800 750 (18K)                                     | Срібно-мідний Срібно-платиновий Срібно-паладієвий Срібно-паладієво-мідний                                                          |                                                    |                    |

## Розміри обручок

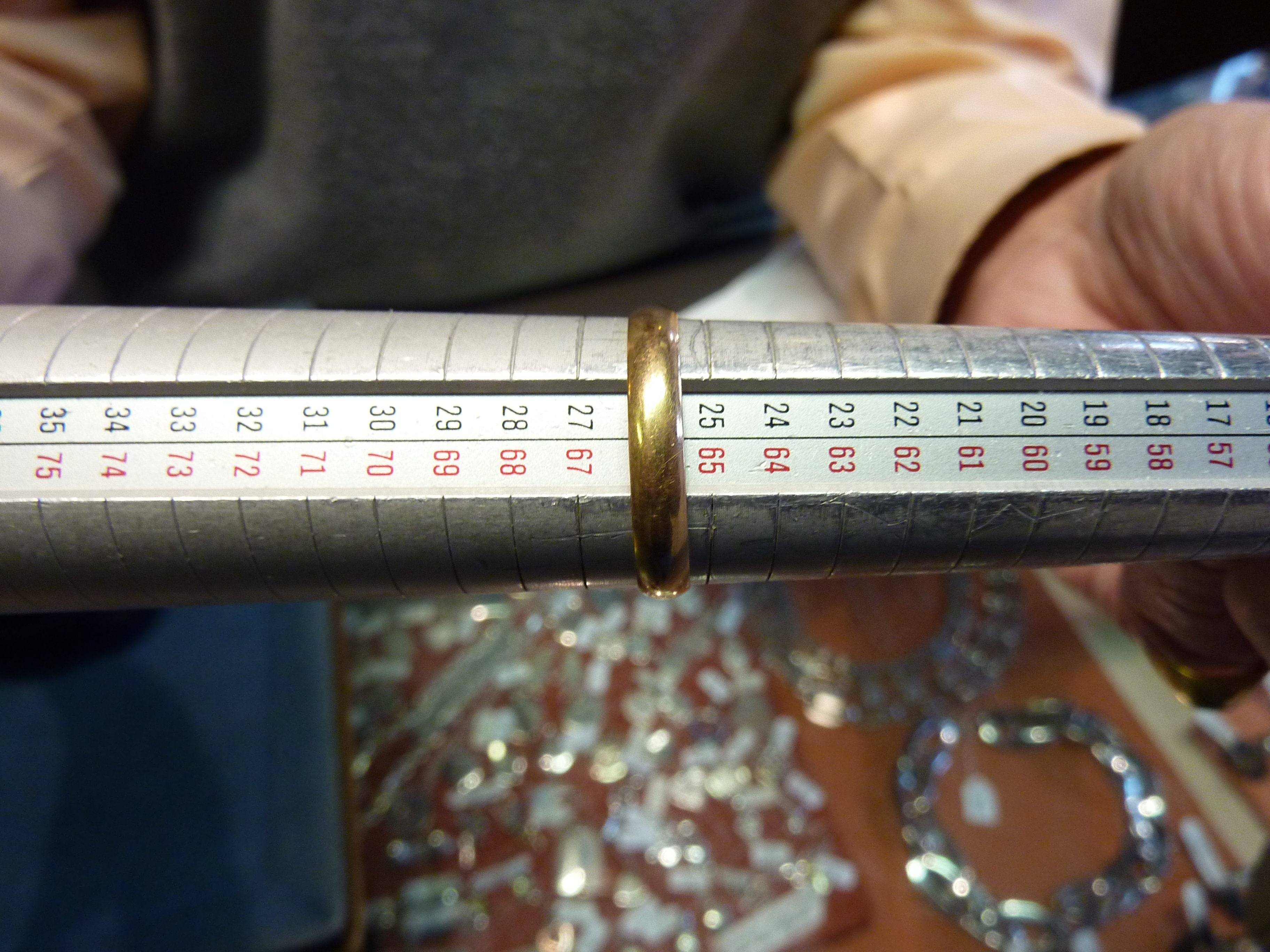
Кільцевий вимірювальний конус на 4 шкали

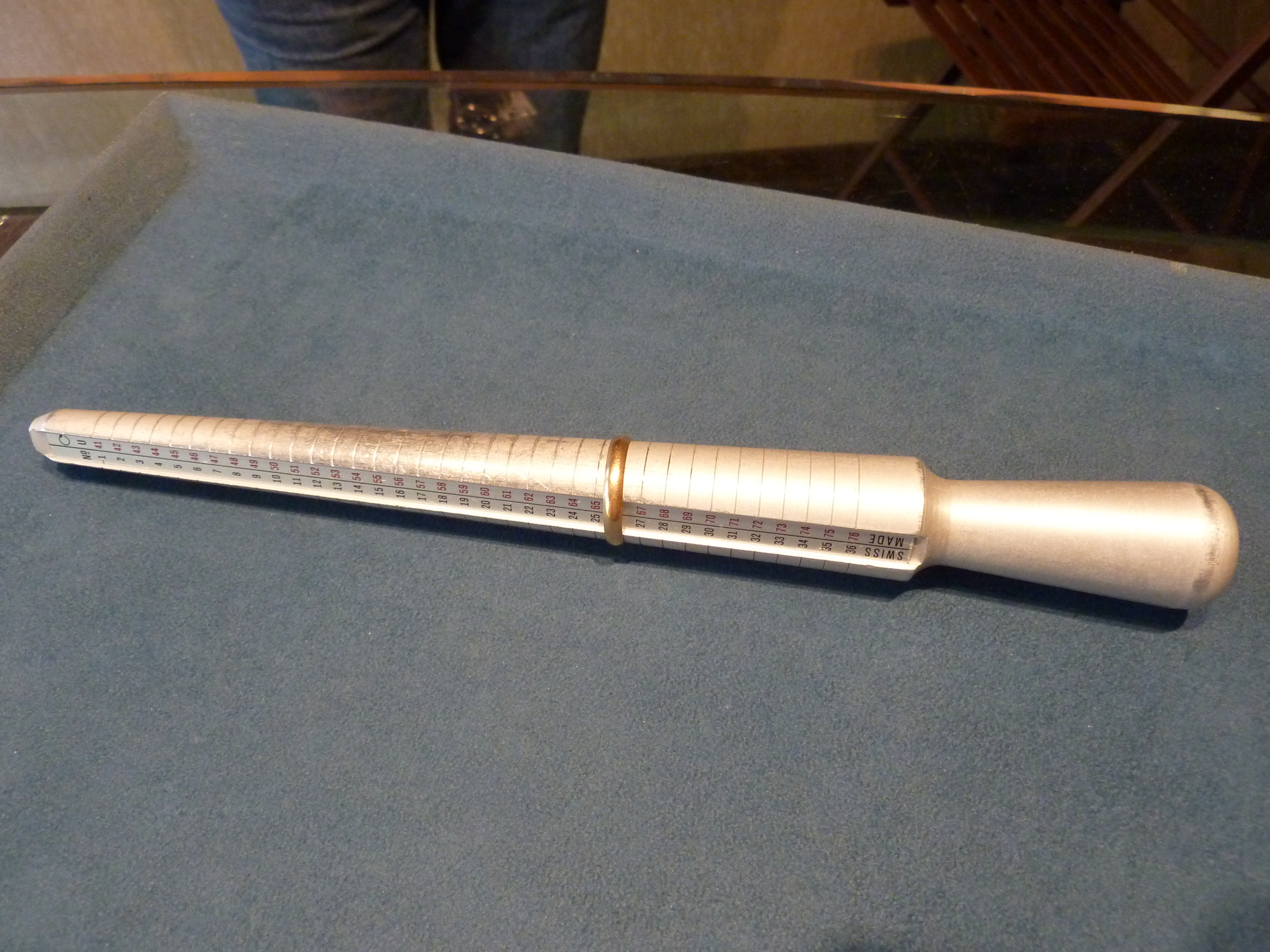
Кільцевий вимірювальний конус на 4 шкали

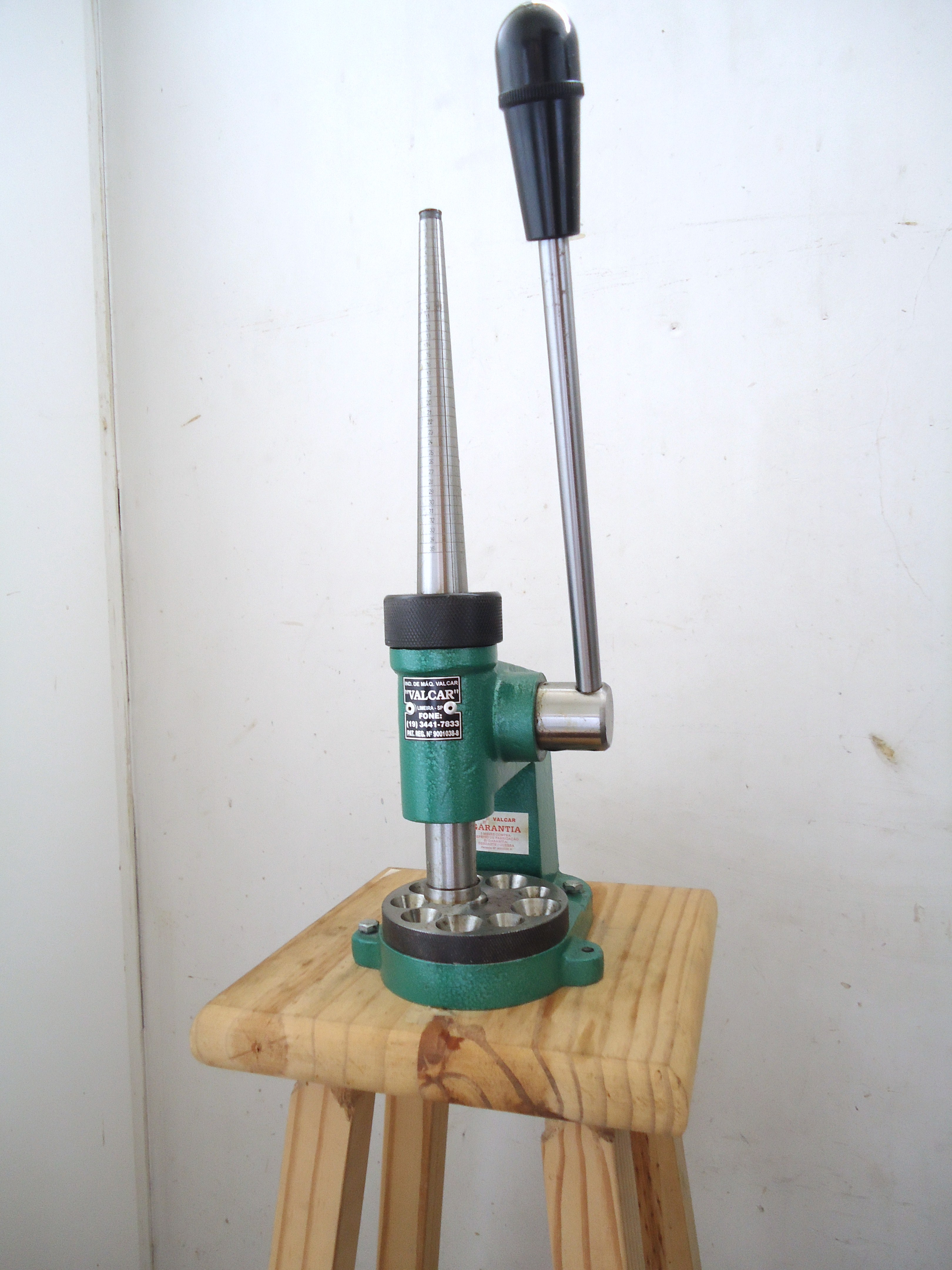
Механічний кільцевий витискувач та вимірювальний конус

| Розміри каблучок згідно ISO 8653:2016 | Розміри каблучок згідно ISO 8653:2016   | Розміри каблучок згідно ISO 8653:2016   | Розміри каблучок згідно ISO 8653:2016 | Розміри каблучок згідно ISO 8653:2016 | Розміри каблучок згідно ISO 8653:2016 |
| Розмір                                | Внутрішня окружність, {\displaystyle l} | Внутрішня окружність, {\displaystyle l} | Внутрішній діаметр, {\displaystyle d} | Внутрішній діаметр, {\displaystyle d} |                                       |
| Розмір                                | Метрична система мір                    | Англійська система мір                  | Метрична система мір                  | Англійська система мір                |                                       |
| ------------------------------------- | --------------------------------------- | --------------------------------------- | ------------------------------------- | ------------------------------------- | ------------------------------------- |
| 41                                    | 41,0 мм                                 | 1,614″                                  | 13,1 мм                               | 0,514″                                |                                       |
| 42                                    | 42,0 мм                                 | 1,654″                                  | 13,4 мм                               | 0,526″                                |                                       |
| 43                                    | 43,0 мм                                 | 1,693″                                  | 13,7 мм                               | 0,539″                                |                                       |
| 44                                    | 44,0 мм                                 | 1,732″                                  | 14,0 мм                               | 0,551″                                |                                       |
| 45                                    | 45,0 мм                                 | 1,772″                                  | 14,3 мм                               | 0,564″                                |                                       |
| 46                                    | 46,0 мм                                 | 1,811″                                  | 14,6 мм                               | 0,576″                                |                                       |
| 47                                    | 47,0 мм                                 | 1,850″                                  | 15,0 мм                               | 0,589″                                |                                       |
| 48                                    | 48,0 мм                                 | 1,890″                                  | 15,3 мм                               | 0,602″                                |                                       |
| 49                                    | 49,0 мм                                 | 1,929″                                  | 15,6 мм                               | 0,614″                                |                                       |
| 50                                    | 50,0 мм                                 | 1,969″                                  | 15,9 мм                               | 0,627″                                |                                       |
| 51                                    | 51,0 мм                                 | 2,008″                                  | 16,2 мм                               | 0,639″                                |                                       |
| 52                                    | 52,0 мм                                 | 2,047″                                  | 16,6 мм                               | 0,652″                                |                                       |
| 53                                    | 53,0 мм                                 | 2,087″                                  | 16,9 мм                               | 0,664″                                |                                       |
| 54                                    | 54,0 мм                                 | 2,126″                                  | 17,2 мм                               | 0,677″                                |                                       |
| 55                                    | 55,0 мм                                 | 2,165″                                  | 17,5 мм                               | 0,689″                                |                                       |
| 56                                    | 56,0 мм                                 | 2,205″                                  | 17,8 мм                               | 0,702″                                |                                       |
| 57                                    | 57,0 мм                                 | 2,244″                                  | 18,1 мм                               | 0,714″                                |                                       |
| 58                                    | 58,0 мм                                 | 2,283″                                  | 18,5 мм                               | 0,727″                                |                                       |
| 59                                    | 59,0 мм                                 | 2,323″                                  | 18,8 мм                               | 0,739″                                |                                       |
| 60                                    | 60,0 мм                                 | 2,362″                                  | 19,1 мм                               | 0,752″                                |                                       |
| 61                                    | 61,0 мм                                 | 2,402″                                  | 19,4 мм                               | 0,764″                                |                                       |
| 62                                    | 62,0 мм                                 | 2,441″                                  | 19,7 мм                               | 0,777″                                |                                       |
| 63                                    | 63,0 мм                                 | 2,480″                                  | 20,1 мм                               | 0,790″                                |                                       |
| 64                                    | 64,0 мм                                 | 2,520″                                  | 20,4 мм                               | 0,802″                                |                                       |
| 65                                    | 65,0 мм                                 | 2,559″                                  | 20,7 мм                               | 0,815″                                |                                       |
| 66                                    | 66,0 мм                                 | 2,598″                                  | 21,0 мм                               | 0,827″                                |                                       |
| 67                                    | 67,0 мм                                 | 2,638″                                  | 21,3 мм                               | 0,840″                                |                                       |
| 68                                    | 68,0 мм                                 | 2,677″                                  | 21,6 мм                               | 0,852″                                |                                       |
| 69                                    | 69,0 мм                                 | 2,717″                                  | 22,0 мм                               | 0,865″                                |                                       |
| 70                                    | 70,0 мм                                 | 2,756″                                  | 22,3 мм                               | 0,877″                                |                                       |
| 71                                    | 71,0 мм                                 | 2,795″                                  | 22,6 мм                               | 0,890″                                |                                       |
| 72                                    | 72,0 мм                                 | 2,835″                                  | 22,9 мм                               | 0,902″                                |                                       |
| 73                                    | 73,0 мм                                 | 2,874″                                  | 23,2 мм                               | 0,915″                                |                                       |
| 74                                    | 74,0 мм                                 | 2,913″                                  | 23,6 мм                               | 0,927″                                |                                       |
| 75                                    | 75,0 мм                                 | 2,953″                                  | 23,9 мм                               | 0,940″                                |                                       |
| 76                                    | 76,0 мм                                 | 2,992″                                  | 24,2 мм                               | 0,952″                                |                                       |

| Австрія Бельгія Данія Німеччина Норвегія Франція Швеція | Числова  | Внутрішня окружність (мм), округлена до найближчого цілого (відповідає ISO 8653:2016) | обручка з {\displaystyle l=48,6{\text{ мм}}} має 49 розмір                |
| Іспанія Італія Швейцарія                                | Числова  | Внутрішня окружність (мм), мінус 40 мм та округлено до найближчого цілого | обручка з {\displaystyle l=49,4{\text{ мм}}} відповідає 9 розміру         |
| Канада Мексика США                                      | Числова  | Числова шкала, з розмірами чверті та половини, яка визначається за формулами: 1) виходячи з внутрішньої окружності {\displaystyle S={\frac {l-36,5}{2,55}}} 2) виходячи з внутрішнього діаметру {\displaystyle S={\frac {d-11,63}{0,8128}}} | якщо {\displaystyle l=43,5{\text{ мм}}}, то розмір обручки становить 23⁄4 |
| Білорусь Росія Україна                                  | Числова  | Внутрішній діаметр (мм), округлений до десятих та кратний 0,5 | обручка з {\displaystyle d=15,7{\text{ мм}}} має розмір 15,5              |
| КНР Японія                                              | Числова  | Числова шкала, яка має лише цілі розміри. Для внутрішнього діаметру 13 мм встановлюється 1 розмір. Для кожного наступного розміру, діаметр збільшується на 1⁄3 мм.                                                                          | для обручки з {\displaystyle d=16,7{\text{ мм}}} розмір складає 12        |
| Велика Британія Ірландія Нова Зеландія ПАР              | Буквенна | |                                                                           |